# Opportunity (Lied)
Opportunity ist ein Pop-Song aus dem Jahr 1963, der von John Marascalco, Warren Joyner und Robert Harshman geschrieben wurde. Die erste Version spielte im gleichen Jahr der amerikanische Soul-Sänger Walter Jackson ein. Es folgten 1966 Aufnahmen von Peter James und Jason Dene. Erst der Neuseeländer Mr. Lee Grant konnte 1967 den Titel zum Erfolg führen und schaffte es auf Platz eins der neuseeländischen Charts. Es handelt sich um eine rhythmische Ballade, die von einem erfolgreichen Flirt als einmalige Gelegenheit (Opportunity) erzählt.

## Entstehung und Veröffentlichung
Der seit seinen Rock-’n’-Roll-Kompositionen für Little Richard in der Musikszene von Los Angeles etablierte Songwriter John Marascalco arbeitete bei der Entwicklung seiner Lieder gerne mit anderen Musikern und Songwritern zusammen. Bereits am 6. Oktober 1961 registrierte er mit den Kollegen Robert Luke Harshman und Warren Joyner das Copyright für den Titel True Love Comes But Once in der amerikanischen Library of Congress. Das Jahr 1962 sah weitere kompositorische Zusammenarbeiten der drei, Marascalco produzierte zudem für Infinity Records Harshman unter dessen Pseudonym „Bobby Hart“ sowie Joyner als Mitglied der Doo-Wop-Gruppe The Electras. Am 11. Februar 1963 meldete das Trio eine überarbeitete Version von True Love Comes But Once namens Opportunity an. Der Song gehört zum Katalog von Marascalcos eigenem Musikverlag Robin Hood Music.
Der Soul-Sänger Walter Jackson war Anfang der 1960er nach Chicago zu Columbia Records gewechselt, wo er mit seinem Entdecker und Produzenten Carl Davis mehrere kleine Hits in den Pop- und R&B-Charts feiern konnte. Davis suchte meist geeignetes Material namhafter Songwriter aus. So stieß er auf Opportunity, das zuvor von keinem anderen Interpreten eingespielt worden war. Ray Ellis steuerte ein Arrangement bei und übernahm bei der Aufnahme mit Jackson die Orchesterleitung. Die Nummer wurde zusammen mit It Will Be the Last Time auf Columbia 4-42823 veröffentlicht. 1964 erschien der Titel auf dem Album It’s All Over beim Columbia-Tochterlabel Okeh Records und im April 1965 kündigte das Billboard-Magazin eine Mini-LP im 7-Zoll-Format mit sechs Songs an, darunter Opportunity.

## Musikalische Aufbau und Inhalt
Opportunity ist ein Lied in F-Dur und 4/4-Takt, dessen drei harmonischen Grundfunktionen aus dem Blues entlehnt sind: Zur Tonika F-Dur kommen lediglich die Dominante C-Dur und die Subdominante B-Dur hinzu. Formal startet der Song mit einem viertaktigen Intro auf der Dominante, das auch den markanten Rhythmus vorstellt: Der Takt gerät nach drei betonten Schlägen auf den Zählzeiten des Taktes mit einer Achtel auf der Drei synkopisch. Diese rhythmische Figur findet sich außer bei einigen instrumentalen Pausen, den Stop-Times, in allen drei Strophen und den jeweils folgenden Refrains.

Der Opportunity-Beat

Die Strophe besteht aus vier Versen zu vier Takten. Die ersten beiden Verse erinnern sowohl melodiös als auch harmonisch mit ihrem Wechsel von Tonika zur Dominante, deren Septakkord und zurück zur Tonika an den Nummer-1-Hit Save the Last Dance for Me der Drifters aus dem Jahr 1960. Dabei antwortet die elektronische Orgel mit einem kurzen Einwurf auf die gesungenen Verse. Der dramatischere zweite Teil der Strophe, dessen Arrangement Backgroundchor und Streicher vorsieht, startet mit vier Takten auf der Subdominante B-Dur. Mit dem anschließenden Wechsel über C folgt die zu erwartende Auflösung nach F-Dur. Der achttaktige Refrain wechselt lediglich zwischen C- und F-Dur und bietet durch den wiederholenden Einsatz des Backgrounds ein klassisches Call-and-Response-Element.
Der Song erzählt die Geschichte eines Flirts aus der Perspektive eines Mannes, der eine Tanzbar besucht. In der ersten Strophe bemerkt er das Lächeln einer Frau und erfreut sich an ihrem Parfümduft. Die zweiten Strophe beschreibt einen innigen Tanz, bei dem sich der Erzähler bereits fragt, ob er es wagen solle, seine neue Bekanntschaft nach Hause zu begleiten. Zur dritten Strophe sind beide als Liebespaar in der sternhellen Nacht unterwegs und wundern sich, dass sie sich noch eine Stunde zuvor völlig fremd gewesen sind. Der Refrain betont als Moral der Geschichte, dass eine günstige Gelegenheit (Opportunity) am Schopfe zu packen sei: Wahre Liebe käme nur einmal im Leben (True Love Comes But Once). Diese Erkenntnis richtet sich zweimal an den Sänger, beim Refrain nach der dritten Strophe an seine Begleitung.

## Coverversionen

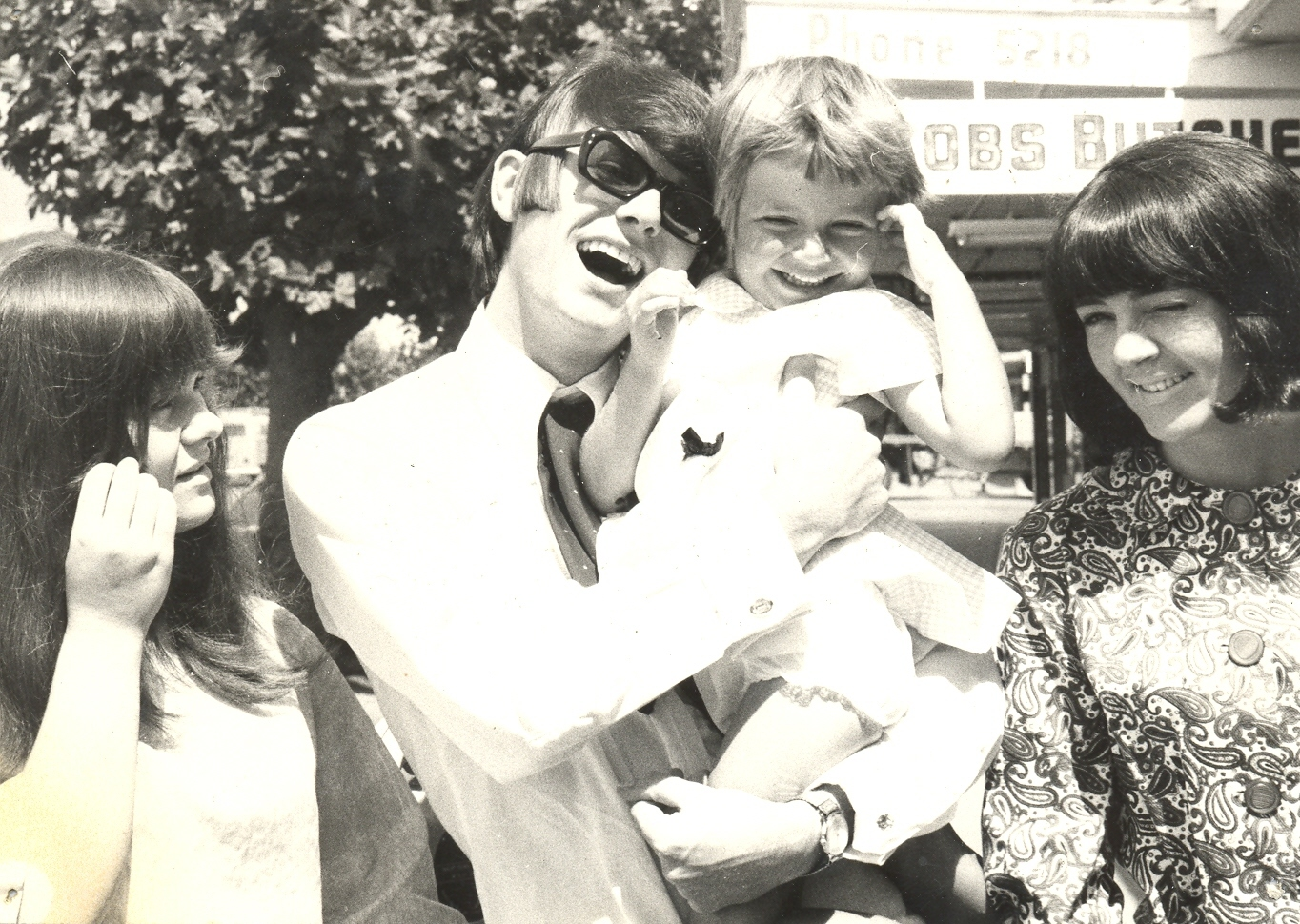
Bogdan Kominowski als Mr. Lee Grant (1968)

Über den ersten Coverinterpreten Peter James ist wenig bekannt. Im April 1966 erschien seine Version des Stücks bei Reprise Records zusammen mit dem Klassiker Misirlou. Jimmy Boven sorgte für das Arrangement und Don Lanier zeichnete für die Produktion verantwortlich. Der Musikerkollege Wes Bryan zerstreute 2009 das langjährige Gerücht, bei Peter James handele es sich um ein Pseudonym von P.J. Proby.
Ebenfalls 1966 erschien auf dem britischen Label Parlophone unter der Nummer R 5485 eine Coverversion des ebenfalls weitgehend unbekannten Jason Dene. Die musikalische Leitung hatte Cy Payne inne, die Produktion übernahm Tony Hiller. Hiller gab 2014 auf seinem Youtube-Kanal bekannt, dass „Jason Dene“ ein Pseudonym für AJ Cook, den Bruder des englischen Songwriters Roger Cook sei.
Der neuseeländische Schauspieler und Sänger Mr. Lee Grant war 1967 durch regelmäßige Präsenz in der Fernsehshow C’mon auf dem Höhepunkt seiner Karriere. Mitte des Jahres ging er mit den Animals und Dave Dee, Dozy, Beaky, Mick & Tich auf Tournee, als sein Label His Master’s Voice eine Single mit Opportunity und Spicks and Specks, einem Cover des Hits der Bee Gees, veröffentlichte. Garth Young hatte die Begleitmusik arrangiert und war bei der von Nick Karavias produzierten Aufnahme auch Bandleader. Grant erinnerte sich 1993 zur Musik: „Ein Tontechniker namens Nich Karavias grub diesen Song Opportunity aus. Er war in einem völlig anderem Rhythmus: Ich habe versucht, den Rhythmus des Hits der Spencer Davis Group Gimme Some Lovin’ zu imitieren.“ Inhaltlich befand der Musikjournalist Murray Cammick: „Obwohl Grants Hit-Singles nur Coverversionen waren, gab es einen vagen autobiografischen Bezug. Mit seinen Auftritten in der Serie C’mon klopfte die gute Gelegenheit bei ihm an.“ (Opportunity is knocking at his door.) Im Folgejahr kam eine Ausgabe des Songs auf Columbia Records auf den australischen Markt.

Peter James Reprise 0460
Jason Dene Parlophone 5485
Mr. Lee Grant His Master’s Voice 291
Mr. Lee Grant Columbia 5061

## Bedeutung, Kritik und Erfolg
Sowohl das Original von Walter Jackson als auch die britische Ausgabe von Jason Dene wurden von der Kritik und vom Publikum nahezu ignoriert. Lediglich zu Peter James’ Coverversion gibt es eine wohlwollende Vorab-Rezension des Billboard Magazins. Es handele sich um „eine mitreißende, abwechslungsreiche Platte mit genug Schwung, um ein Hit zu werden. Stimme, Text und Produktion sind hervorragend. James’ Interpretation ist stark und überzeugend.“ Diese Hoffnung erfüllte sich nicht.
Ganz anders gestaltete sich die Sache in Neuseeland: Mr. Lee Grants Produzent Nick Karavias hatte ursprünglich Spicks and Specks als A-Seite der Single vorgesehen. Allerdings war nach dem großen Erfolg des Originals im Ausland gerade eine Wiederveröffentlichung an die Spitze der neuseeländischen Charts gerückt, so dass die Plattenfirma Mr. Lee Grants Single dazu nicht in Konkurrenz schicken wollte. Folgerichtig wechselte das eher ungeliebte Opportunity auf die A-Seite. Die Platte stieg am 19. Mai auf Platz 17 der neuseeländischen Musikcharts ein. Fünf Wochen später stand Opportunity an der Spitze der Bestenliste und startete eine Reihe von sechs Top-Ten-Hits des Entertainers. Für 10.000 verkaufte Einheiten konnte der Label-Chef Alfred Wyness dem Sänger eine Silberne Schallplatte überreichen.